# Stenarella
Stenarella ist eine Schlupfwespen-Gattung aus der Tribus Cryptini innerhalb der Unterfamilie der Cryptinae. Sie wurde von dem ungarischen Entomologen Gyözö Szépligeti im Jahr 1916 eingeführt. Typusart ist Ichneumon gladiator Scopoli, 1763.

## Merkmale
Bei der Gattung Stenarella handelt es sich um mittelgroße Schlupfwespen mit schlanken Beinen. Die Länge der Bohrerklappen (Ovipositor) ist sehr variabel. Bei S. victoriae sind die Bohrerklappen recht kurz, bei S. domator erreichen sie dagegen annähernd die zweifache Körperlänge. Die Fühler sind fadenförmig. Die Mandibeln sind mindestens dreimal so lang wie median breit. Der untere Zahn ist wesentlich kürzer als der obere. Die Occipitalleiste ist vollständig ausgeprägt. Das Sternit des ersten Gastersegments reicht bis zu den Stigmen.

## Verbreitung
Die Gattung ist in der Paläarktis, in der Afrotropis und in der Orientalis sowie in Australasien heimisch. Eine Art wurde vermutlich in der 2. Hälfte des 20. Jahrhunderts in Nordamerika eingeschleppt.

## Lebensweise
Die Schlupfwespen der Gattung Stenarella sind Ektoparasitoide aculeater Hautflügler. Zu den Wirten gehören verschiedene solitäre Faltenwespen (Eumeninae) wie Ancistrocerus, die Große Lehmwespe (Delta unguiculatum) und Symmorphus gracilis. Ferner wird als Wirtsart Sceliphron spirifex aus der Grabwespen-Familie Sphecidae genannt.

## Systematik
Stenarella gehört zur Untertribus Osprynchotina. Die Gattung umfasst folgende 6 beschriebene Arten. 
- Stenarella brykella Roman, 1943 – Kenia[1]
- Stenarella domator (Poda, 1761) – Europa, Nordafrika, Naher Osten, Nordamerika
- Stenarella insidiator (Smith, 1859) – Taiwan, Orientalis[3]
- Stenarella lissonota (Cameron, 1906) – Südafrika[1]
- Stenarella tripartita (Brullé, 1846) – Äthiopien, Ghana, Guinea, Senegal, Togo[1]
- Stenarella victoriae (Cameron, 1912) – Südost-Australien, Tasmanien[4]